# Луньова Тетяна Володимирівна
Луньова Тетяна Володимирівна, (псевдо: Тетяна Горицвіт) — письменниця, член Полтавської обласної організації НСПУ (2015 р.), науковець, кандидат філологічних наук (2006 р.), педагог, перекладач. Співзасновниця видавництва «Структури Гармонії» (2010 р.), дипломант конкурсу «Книжковий дивосвіт України» (2010 р.), лауреат премій: ім. Л. Бразова (2011 р.), ім. П. Мирного (2016 р), ім. М.Ярошенка (2019 р.), ім. Ф. Рогового (2019).

## Біографія
Народилась 6 квітня 1976 року у   м. Києві. 1989 року з батьками переїхала жити в Полтаву. Навчалась у Полтавській середній школі № 3, яку закінчила із золотою медаллю.
У 1993—1998 роках навчалась у Полтавському державному педагогічному інституті імені В. Г. Короленка за спеціальністю «Українська мова і література та англійська мова». Після закінчення вузу з червоним дипломом залишилась працювати викладачем на кафедрі романо-германської філології.
У 2000—2003 роках продовжила навчання в аспірантурі Київського національного лінгвістичного університету зі спеціальності германські мови. Захистила дисертацію на тему «Лексиколізований концепт ГАРМОНІЯ в сучасній англійській мові: структура і комбінаторика».
У 2003—2010 роках працювала в ПДПУ імені В. Г. Короленка старшим викладачем, потім завідувачем кафедри англійської та німецької філології. Займала посаду доцента кафедри.
Завдяки грантам проходила стажування у Швеції, Угорщині, США.
2009 року завдяки гранту від Ради міжнародних наукових досліджень та обмінів (IREX) реалізувала проект «Відкрити вікно в майбутнє: створення Офісу Міжнародного Співробітництва».
Основний напрямок наукової діяльності Т. В. Луньової — когнітивні та семіотичні аспекти мовної семантики. Вона є автором більше 90 наукових досліджень.

## Творча діяльність
Майбутня письменниця починала писати художні твори ще у школі. На час навчання в ПДПІ імені В. Г. Короленка припадають серйозні проби пера. Відвідувала літературну студію «Заспів», що діяла при інституті.
Перший її вірш був опублікований 1995 року у газеті «Літературна Україна».
У 1997 році добірка поезій молодого автора була надрукована в літературному альманасі «Поетичні студії» Полтавського педагогічного інституту.
Згодом, працюючи на кафедрі та у відділі міжнародних відносин, Т. В. Луньова паралельно писала твори, які зберігались у рукописах.
З лютого 2010 року присвятила себе творчій діяльності. Того ж року разом з чоловіком заснували видавництво «Структури Гармонії». Власноруч видали кілька книг: роман С. Мирного «Чорнобильська комедія», свої книжки «Знайти Лева» та «Рукописи не форматуються». Згодом почали співпрацювати з київським видавництвом «АВІАЗ» та полтавськими видавництвами.
У листопаді 2010 року на конкурсі «Книжковий світ України» за книгу новел і акварелей «Рукописи не форматуються» отримала диплом у номінації «Дебют молодого автора».
Тетяна Луньова — дитяча письменниця. Її книги написані майстерною, вишуканою, доступною для дитячого сприймання мовою. Вони вчать добру, вчать цінувати дружбу. Усі книги письменниці написані в стилі, близькому до магічного реалізму. Велике значення авторка приділяє питанням, пов'язаним з екологією і безпекою життя на землі.
Письменниця займається не тільки літературою, а й графікою. Авторка виступає і як талановита художниця, ілюструючи деякі свої книжки. Цим  посилює  естетичний вплив своїх творінь на читача. Оформлення книг — її творчий експеримент. Оригінальні рішення показала вона в оформленні календарів.

## Нагороди, премії
2010 р. — дипломант конкурсу «Книжковий світ України» (за книгу «Рукописи не форматуються»);
2011 р. — лауреат премії ім. Л. Бразова (за книгу «Рукописи не форматуються»);
2016 р. — лауреат премії ім. П. Мирного (за книгу «Зайченятко У»);
2019 р. — лауреат премії ім. Ф. Рогового (за книгу «Те, що можна написати тільки аквареллю»);
2019 р. — лауреат премії ім. М. Ярошенка (за наукові праці та дослідження в    галузі мистецтва). [Архівовано 27 січня 2020 у Wayback Machine.]

## Твори
- Горицвіт Т. Казка про шишку, яка мріяла стати їжачком / Т. Горицвіт. — Полтава: Р. В. Шевченко, 2016. — 100 с.
- Горицвіт Т. Те, що можна написати тільки аквареллю / Т. Горицвіт. — К. : ФОП Зеленський В. Л., 2018. — 96 с.
- Луньова Т. Зайченятко У / Т. Луньова. — К. : АВІАЗ, 2015. — 84 с.

- Луньова Т. Знайти Лева: роман-перформатив / Т. Луньова. — Полтава: Harmony Structures, 2010.– 180 с.

- Луньова Т. Рукописи не форматуються: новели та акварелі / Т. Луньова. — Полтава: Harmony Structures, 2010. — 168 с.

- Луньова Т. Усі ми будемо королевами або Казка про Маринку та Мишенятко / Т. Луньова. — К. : АВІАЗ, 2012. — 64 с.

### Посібники
1. Аеропорт «Три ромашки» / Т. Горицвіт // Зоря Полтавщини. — Зоря Полтавщини. — 2016. — 19 лип. — С. 3.
2. Актуальні питання англійської мови: навч. пос. для студентів вузів  /  Т. В. Луньова. –  Полтава: ПДПУ ім. В. Г. Короленка, 2008. — 104 с.
3. Вікна / Т. Горицвіт // Зоря Полтавщини. — 2017. — 3 жовт. — С. 5.
4. Еко-зум, або Пильнуймо важливі еко-деталі: навчально-метод. посібник для освіти та самоосвіти з екології та охорони довкілля / Т. Горицвіт. — Полтава: Дивосвіт, 2017. — 60 с.
5. Зустріч (із книги «Рукописи не форматуються») / Т. Луньова // Полтавський вісник. — 2010. — 29 жовт. — С. 13.
6. Це мої улюблені, або Літечкові квіти у великому місті. Крила / Т. Горицвіт // Зоря Полтавщини. — 2016. — 11 черв. — С. 3.

### Есе. Публіцистика
1. Автопортрети франта: джазова імпровізація. За автопортретами  М. В. Підгорного / Т. Горицвіт // Полтавський вісник. — 2017. — 31 серп. — С. 23.
2. Весна: білі тюльпани Володимира Вернадського / Т. Горицвіт // Зоря Полтавщини. — 2017. — 28 берез. — С. 6.
3. Вечір перед відкриттям Виставки : [картин А. Тимошенко] / Т. Горицвіт // Полтавський вісник. – 2017. – 16 берез. –  С. 23.
4. Гуси: архетип. За картиною Андрія Сербутовського «Гуси» / Т. Горицвіт // Полтавський вісник. — 2016. — 13 жовт. — С. 20.
5. Євангеліст Лука і написана ним ікона : [Ю. Самойленком] / Т. Горицвіт // Полтавський вісник. – 2017. – 28 верес. – С. 23.
6. Зустрічний жіночий погляд : (про худ. [[Іванюк-Корф Наталія Анатоліївна|Н. Корф-Іванюк]]) / Т. Горицвіт // Полтавський вісник. – 2017. – 2 берез. – С. 19.
7. Колір граната : [ картина А. Лавренка] / Т. Горицвіт // Полтавський вісник. – 2017. – 27 квіт. – С. 13.
8. Короткі нотатки гіда-перекладача, або Чому варто не пропустити виставку «Полтавська графіка» / Т. Луньова // Полтавський  вісник. — 2016. — 13 жовт. — С. 23.
9. Крила. Стражі часу : [ про худ. Д. Городничого] / Т. Луньова // Рідний край. – 2014. – № 1 (30). – С. 61-62.
10. Магічне світло. За картиною П. Волика " Старе русло / Т. Горицвіт // Полтавський вісник. — 2017. — 19 січ. — С. 20.
11. Марсіанські натюрморти : [В. Володька] / Т. Горицвіт // Полтавський вісник. – 2017. – 30 листоп. – С. 14.
12. Містерія синьої риби. Навіяно тарелем В. Віцька / Т. Горицвіт // Полтавський вісник. — 2016. –27 жовт. — С. 13
13. Місяць і мідяк. Не про Сомерсета Моема, а про Івана Мясоєдова / Т. Горицвіт // Полтавський вісник. — 2016. — 15 верес. — С. 11.
14. Моноліт. Дістатися додому : [про худ. О. Іванюка ] / Т. Горицвіт // Полтавський вісник. – 2017. – 26 січ. – С. 11.
15. Написані мовою лілій : [про худ. В. Максимовича] / Т. Горицвіт // Полтавський вісник. – 2016. –29 верес. – С. 11.
16. Недільна проповідь, рок-н-рол і супермаркет: короткі нотатки про молодість, або Враження одного дня в Клівленді / Т. Луньова // Рідний край. — 2010. — № 2 (23). — С. 49-51.
17. Непросте питання. Роздуми перед картиною М. Ярошенка "Терористка / Т. Луньова // Полтавський вісник. — 2016. — 8 верес. — С. 11.
18. Нетипова картина Григорія Мясоєдова / Т. Горицвіт // Полтавський вісник. — 2016. — 1 верес. — С. 13.
19. Полтавська графіка кінця ХХ-початку ХХІ століть як феномен і об'єкт феноменологічного аналізу / Т. Горицвіт // Образотворче мистецтво. — 2016. — № 3. — С. 50-53.
20. Прабатьківщина. Загадковий словник мистецтва, науки, техніки і філософії, або Дефініції як містифікації. «Васа» неперевершений / Т. Луньова // Рідний край. — 2014. — № 2 (31). — С. 102—104.
21. Прабатьківщина. Стражі часу : [про худ. Д. Городничого] / Т. Горицвіт // Полтавський вісник. – 2017. – 2 лют. – С. 11.
22. Про швидкість і осіннє листя / Т. Луньова // Зоря Полтавщини. — 2016. — 22 листоп. — С. 3
23. Роздуми, народжені «Роздумами» Андрія Сербутовського / Т. Горицвіт // Вечірня Полтава. — 2019. — 28 серп. — С. 13.
24. Слоїк, у якому зберігається філософська система і склянки, наповнені сентенціями : [про худ. В. Бернацького] / Т. Горицвіт // Полтавський вісник. – 29 жовт. – С. 13.
25. Сюр : [про худ. О. Роя] / Т. Горицвіт. – Полтавський вісник. – 2017. – 20 квіт. – С. 11.
26. Та, що розмовляла з квітами. Катерина Василівна Білокур (7 грудня 1900-10 червня 1961), одна з найбільш відомих українських художниць / Т. Горицвіт // Полтавський вісник. — 2016. — 6 жовт. — С. 11.
27. Українська хата у стилі Воргола. Силогізми Бродського. Срібних справ майстри. Копенгагенська русалонька. Дещо про золото  // Рідний край. — 2013. — № 2 (29). — С.20-23.
28. Усередині і назовні, або таємниці Ейфелевої вежі / Т. Луньова // Рідний край. — 2012. — № 2 (27). — С. 57-58.
29. Філософія суничної галявини. Про швидкість і осіннє листя / Т. Луньова // Рідний край. — 2011. — № 1. — С. 73-73.
30. Ювілейний бенкет Муз Музею д'Орсе / Т. Луньова // Рідний край. — 2011. — № 1 (24). — С. 63-65.